# Битва при Варшаве (1705)
Битва при Варшаве или битва при Раковице (Раковце) (швед. Slaget vid Rakowitz) произошла 31 июля 1705 года (по григорианскому календарю) в окрестностях Варшавы во время Великой Северной войны.
Битва стала результатом борьбы за власть за польско-литовский престол, которая велась между Августом II Сильным и Станиславом Лещинским и их союзниками. Август II вступил в Северную войну как курфюрст Саксонии и король Речи Посполитой и заключил союз с Данией-Норвегией и Россией. Станислав Лещинский захватил польский трон в 1704 году при поддержке шведской армии Карла XII Швеции. Борьба за престол заставила польское дворянство выбрать чью-то сторону; Варшавская Конфедерация поддерживала Лещинского и Швецию, а Сандомирская Конфедерация поддерживала Августа II и его союзников. Конфликт привел к гражданской войне в Польше 1704—1706 годов.

## Предыстория

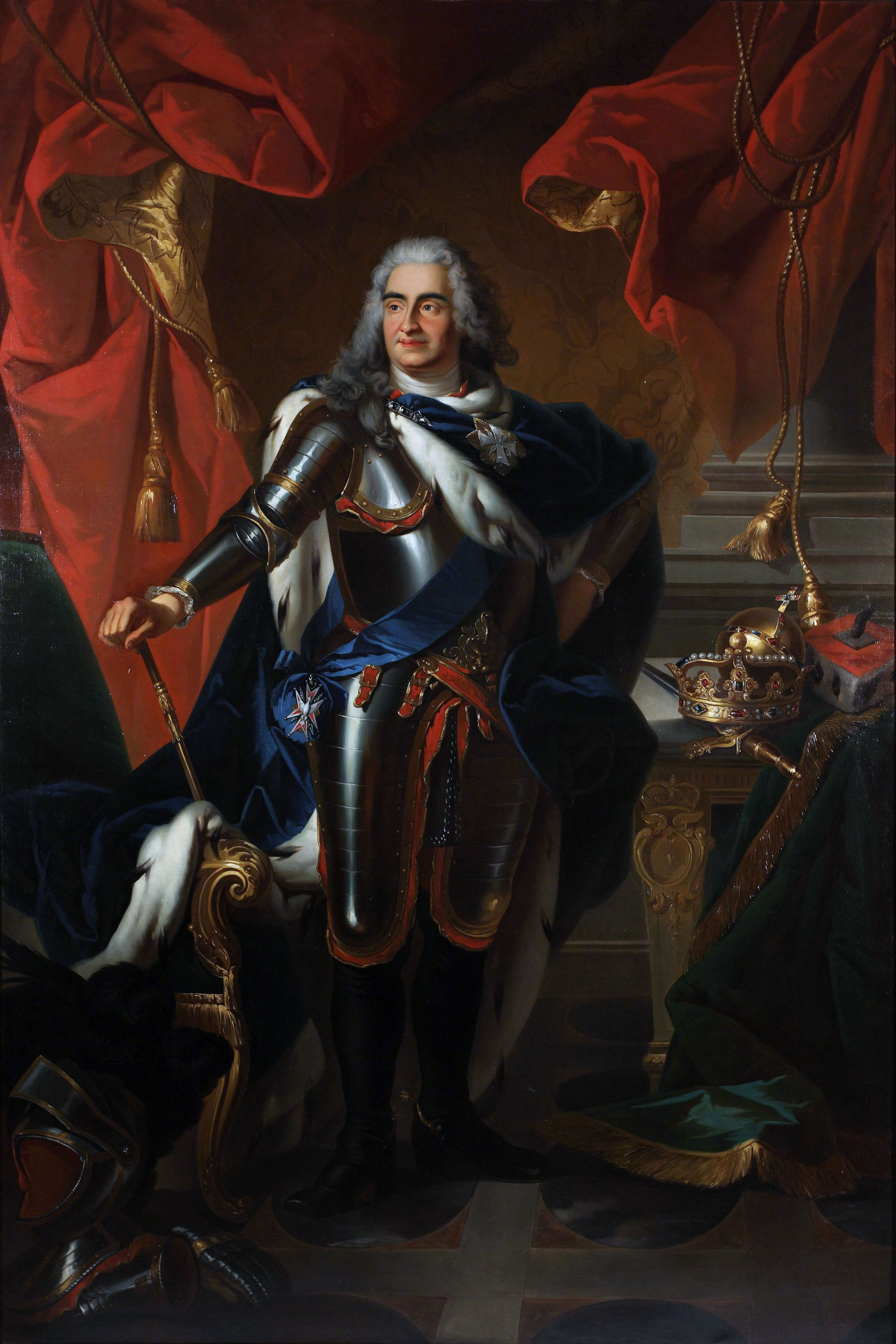
Август II, предыдущий король Польши

После победы над датчанами при Гумлебеке и русскими при Нарве в 1700 году шведский король Карл XII обратил внимание на своего третьего врага, Августа II из Польши и Саксонии, победив его в ожесточенном сражении при переправе через Двину в 1701 году. В том же году он начал вторжение в Речь Посполитую, чтобы свергнуть Августа II и поставить кандидата, приемлемого для Швеции. После захвата шведами Варшавы, Кракова и Сандомира и ещё одного поражения Августа II в битве при Клишове все большее число польско-литовской знати перешло на сторону Карла XII. После дальнейших успехов в сражениях при Пултуске и Торуни шведы провозгласили Станислава Лещинского королем при поддержке Варшавской конфедерации польских дворян. Чтобы противостоять ему, другие дворяне создали Сандомирскую конфедерацию в поддержку Августа II, что положило начало гражданской войне в Польше 1704—1706 гг.
В 1705 году в Варшаве должен был быть коронован Станислав Лещинский, после чего могли состояться мирные переговоры между Швецией и Польшей. Шведы стремились усилить поддержку Лещинского, чтобы укрепить свои позиции в Речи Посполитой. Силы коалиции под руководством Петра I и Августа II не хотели сидеть сложа руки и спланировали свою собственную стратегию, основанную на идеях Иоганна Паткульда и Отто Арнольда фон Пайкулла; они соберут все имеющиеся силы и совместным наступлением сокрушат шведскую армию в Польше и Литве.
Шведская армия отвоевала Краков в начале 1705 года, с 4000 людьми под командованием шведского лейтенанта Нильса Стромберга, вынудив от 3000 до 4000 саксонских воинов покинуть город и отступить в сторону Люблина. Это привело к тому, что знать Кракова и Сандомира отказалась от поддержки Августа II и перешла на сторону Станислава Лещинского. Также поддержка в лице Русского воеводства пришла из Львова, вместе с Юзефом Потоцким и его 7000 солдатами. За всем этим наблюдали саксонцы, которые полностью ушли с левого берега реки Висла и вместе со всеми польскими войсками двинулись на Брест, чтобы скоординировать свои действия с русской армией в Литве. Это означало, что коронация Станислава Лещинского в Варшаве, а также переговоры о мире между Польшей и Швецией могли благополучно продолжаться. Заседание парламента должно было начаться 11 июля.
Получив известие об этих событиях, Карл XII Шведский из своей резиденции в Равиче 6 июля отправил из Гнезно группу войск, состоящую из 2 000 кавалеристов под командованием Карла Нирота, для защиты Варшавы. Ещё 2 000 пехотинцев под командованием Йохана Валентина фон Дальдорфа из Дальского и Уппландского полков также получили приказ отправиться 29 июля из Калишковице-Олобоцкого в качестве подкрепления для столицы и сформировать эскорт для Станислава Лещинского, но они достигли Варшавы только 11 августа, более чем через неделю после битвы.
Нирот прибыл в Варшаву незадолго до 11 июля и открыл парламентскую сессию в соответствии с планом. Он разбил лагерь к югу от города у реки Висла. Тем временем саксонцы, вытесненные из Кракова и вернувшиеся в Брест, в начале июля отправились в Варшаву. Они объединились с 5-6 тысячами поляков и литовцев под предводительством Станислава Хоментовского и Януша Антония Вишневецкого. Возглавить армию было поручено Отто Арнольду фон Пайкуллу, которому Август II приказал сорвать парламентскую сессию. Авангард армии под командованием Адама Шмигельского вскоре прибыл в окрестности Праги, на противоположный от Варшавы берег Вислы, и несколько раз пытался переправиться через реку.

## Накануне сражения
16 июля около 1000 поляков переправились через реку у Карчева и атаковали шведский сторожевой пост, состоящий из 20 человек. Некоторое время обороняясь, к шведам прибыло подкрепление в виде 150 кавалеристов, которые заставили поляков отступить, нанеся потери в 30 человек убитыми. Ещё 200 человек утонули на обратном пути, переправляясь через Вислу, а четверо оказались в плену. Пять дней спустя польский полководец Станислав Хоментовский прибыл в Прагу с 67 знаменами польско-литовской кавалерии и 400 саксонцами. Он пытался переправиться через Вислу в Варшаву на лодках и паромах, но был отбит. Однако неоднократные попытки заставили знать в Варшаве разбежаться. Пайкулл подошел вместе со своей армией к концу месяца и сразу же разгромил два небольших шведских разведывательных подразделения, которые были посланы Ниротом для разведки на противоположной стороне реки. Здесь были получены некоторые важные сведения, сообщившие Пайкуллу о точной численности противника, что насчитывал едва ли 2000 человек, а также о состоянии реки.
Пайкулл провел военный совет и начал планирование совместного удара по уязвимой кавалерии Нирота, которая ожидала прибытия шведского подкрепления. Нирот, узнав об их намерениях 28 июля, создал два небольших отряда по 186 человек в каждом под командованием Юна Стольхаммара и Класа Бунде для разведки противника в районе реки Висла. Поскольку река обмельчала больше, чем это обычно свойственно для июля, шведскому командованию было трудно предсказать, где Пайкулл мог бы совершить нападение.
Разведывательному отряду под командованием Стольхаммара было приказано провести разведку в 30 км к юго-юго-востоку в сторону Гура-Кальвария, в то время как Бунде провел разведку до Казуни-Новы, в 40 км к северо-западу от Варшавы. Таким образом, контролировалось более 70 километров реки Вислы. 29 июля Пайкулл совершил нападение вместе с отрядом саксонцев, поляков и литовцев. Он намеревался пересечь реку примерно в 30 км к северо-западу от Варшавы, недалеко от Закрочима, о чём Бунде доложили в ночь с 29 на 30 июля в Новом Казуне. Имея всего 26 человек, он быстро двинулся на разведку до прибытия оставшихся 160 солдат.
Бунде прибыл на место утром и вскоре обнаружил авангард армии Пайкулла, состоявший из 500 человек, которые только что завершили переправу, опередив основную часть своей армии. Несмотря на то, что Бунде значительно превосходили численностью, он следовал данным ему инструкциям, предотвратить любую попытку коалиции пересечь реку. Почти сразу небольшой отряд вступил в битву с противником, но после отчаянной схватки отряд Бунде был полностью перебит. Остальные 160 шведов прибыли на место столкновения, последовали примеру своего лидера и атаковали. К этому времени около половины сил коалиции, примерно 5000 человек, уже переправились через реку. Шведы были окружены и после ожесточенного боя откинуты назад, потеряв около 100 человек убитыми или взятыми в плен. Только одному из первых трех эскадронов численностью около 80 человек удалось добраться обратно в Варшаву и уведомить Нирота о произошедшем на Висле.
Казалось бы, глупый поступок Бунде на пляжах возле Закрочима всё-таки заставил войска коалиции под командованием Пайкулла потерять инициативу, что дало Нироту больше времени на организацию своих войск для предстоящей битвы. Польский военачальник Станислав Понятовский, сторонник Станислава Лещинского, впоследствии писал: «Храбрость и бесстрашие, проявленные шведским офицером [Бунде], вселили ужас в наших врагов». Фон Пайкулл оставался уверенным в себе и отправил гонца к Августу II, сообщив ему, что шведы в бегах, а парламент в Варшаве разбежался. Он добавил: «Я надеюсь доставить озлобленного и дикого шведского парнишку вашему величеству в течение 14 дней, живым или мертвым».

## Ход сражения

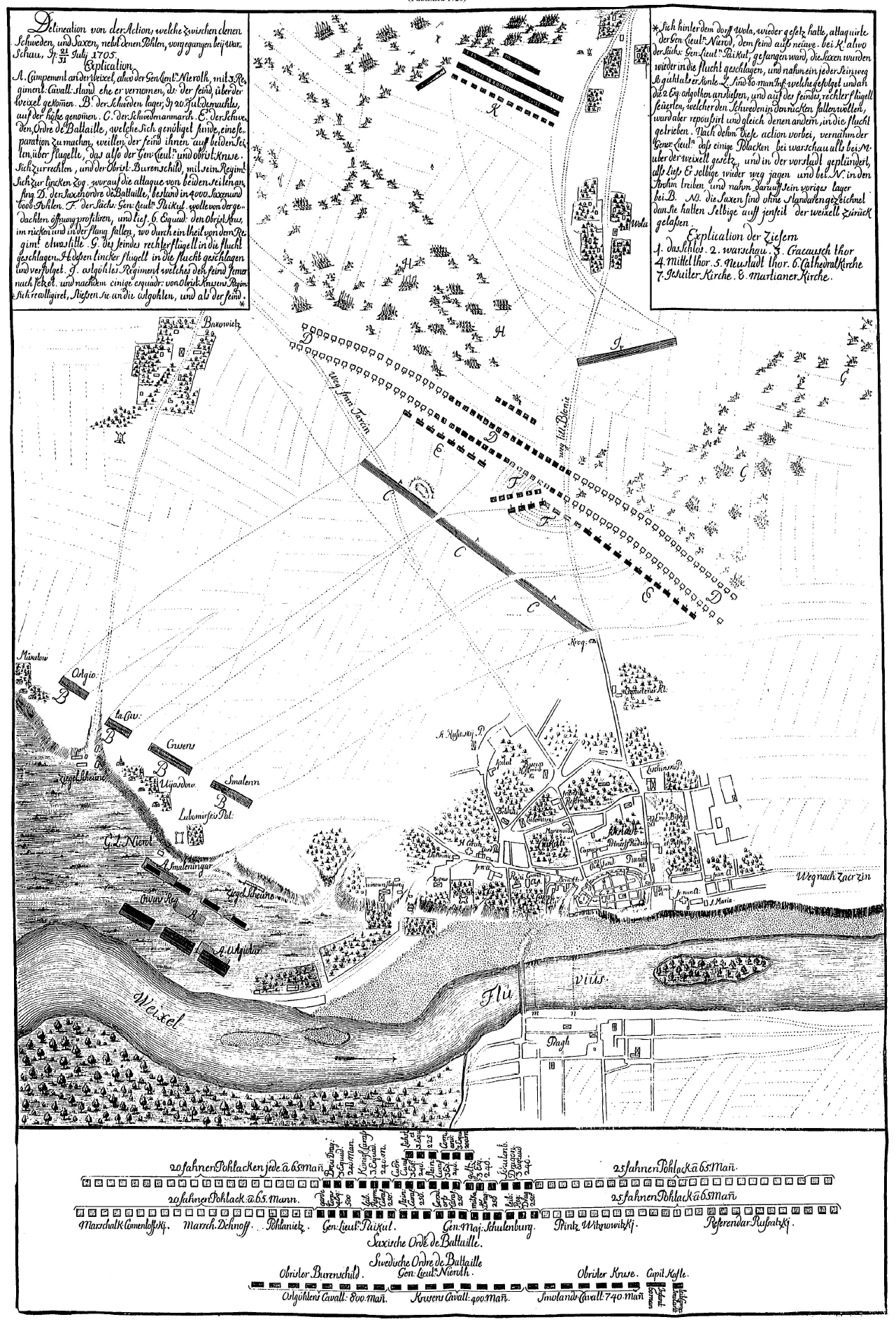
Карта сражения.

Саксонско-польско-литовские войска заняли территорию рядом с Раковице, непосредственно к западу от Варшавы. Саксонская армия располагалась в центре в три линии по 1750 человек в первой линии (6 дивизионов), 1440 человек во второй линии (6 дивизионов) и в третьей линии — 2 кирасирских полка (425 человек). На правом фланге стояло 40 польских хоругвей в 2 ряда, всего 2600 кавалеристов под командованием Денгофа и Хоментовского, а на левом крыле 50 литовских хоругвей в 2 ряда, всего 3250 кавалеристов под командованием Вишневецкого и Ржевуского. Всего 6000 польско-литовских и более 3500 саксонских войск на участке 1400 метров.
На восходе солнца 31 июля шведский генерал Нирот расположил свои войска в одну линию, исходя из высоты местности, на правом берегу реки Дрна. Всего почти 2000 кавалеристов на дистанции 700 метров, с 2 пехотными пикетами в Варшаве (60 человек).
Первые стычки начались около 8 утра. Несколько легких польских хоругвей двинулись в сторону Варшавы, вошли в район Велополе и столкнулись со шведской пехотой у арсенала. Отбросив поляков, шведы пошли в атаку, но были вынуждены отступить к Уяздову.
В это время Нирот выдвинул свои войска навстречу противнику и заметил сильную их группировку на правом фланге, целью которой было окружить левый фланг шведов. Атака под предводительством Хоментовского прорвала шведские ряды, но на выручку пришла кавалерия, переброшенная Ниротом из центра. Хотя шесть польских эскадронов гусар Хоментовского атаковали шведов с тыла и с фланга, но шведская кавалерия, проведя контратаку, вынудила саксонско-польско-литовские войска отойти. Отрезанные шведами от саксонско-польских войск, литовские подразделения бросились бежать с поля боя в сторону Гурце и далее в сторону Кампиносского леса, преследуемые шведской кавалерией.
Пайкуллу удалось сплотить часть своих войск в нескольких километрах от деревни Одоланы, где бой возобновился. В ожесточенных боях в районе деревень Воля и Одоланы шведы вынудили саксонско-польские войска отойти с поля боя. Дольше всех сопротивлялись гусары Хоментовского.

## Результаты
Шведы окончательно выиграли битву. Они захватили Пайкулла вместе с письмами и другими документами, которые информировали шведов о стратегических намерениях союзников Августа II.
Коронация Станислава Лещинского произошла в начале октября. Мир между Польшей и Швецией в ноябре 1705 года позволил шведскому королю сосредоточить свое внимание на российской угрозе под Гродно. Последующая кампания привела к Альтранштедскому договору (1706 г.), по которому Август II отказался как от своих претензий на польский престол, так и от союза с Петром I.